# مارین دلترم
مارین دلترم (فرانسوی: Marine Delterme‎؛ زادهٔ ۱۲ مارس ۱۹۷۰) بازیگر اهل فرانسه است.
از فیلم‌ها یا برنامه‌های تلویزیونی که وی در آن نقش داشته‌است می‌توان به شب‌های وحشی، زمان دوباره به دست آمد، شورای مصر، وتل، پاریس منهتن و فانفان اشاره کرد.